# Kinnegad
Kinnegad (Cionn Átha Gad en gaélico irlandés) es una población del Condado de Westmeath, en Irlanda. 

## Localización
Se encuentra en el punto de unión de las carreteras nacionales N6 y N4 - dos de las principales rutas que unen el este y el oeste de la isla. 

## Población
Su población en 2011 era de 2.662 habitantes. En los últimos años ha crecido debido a su condición de ciudad dormitorio próxima a Dublín.

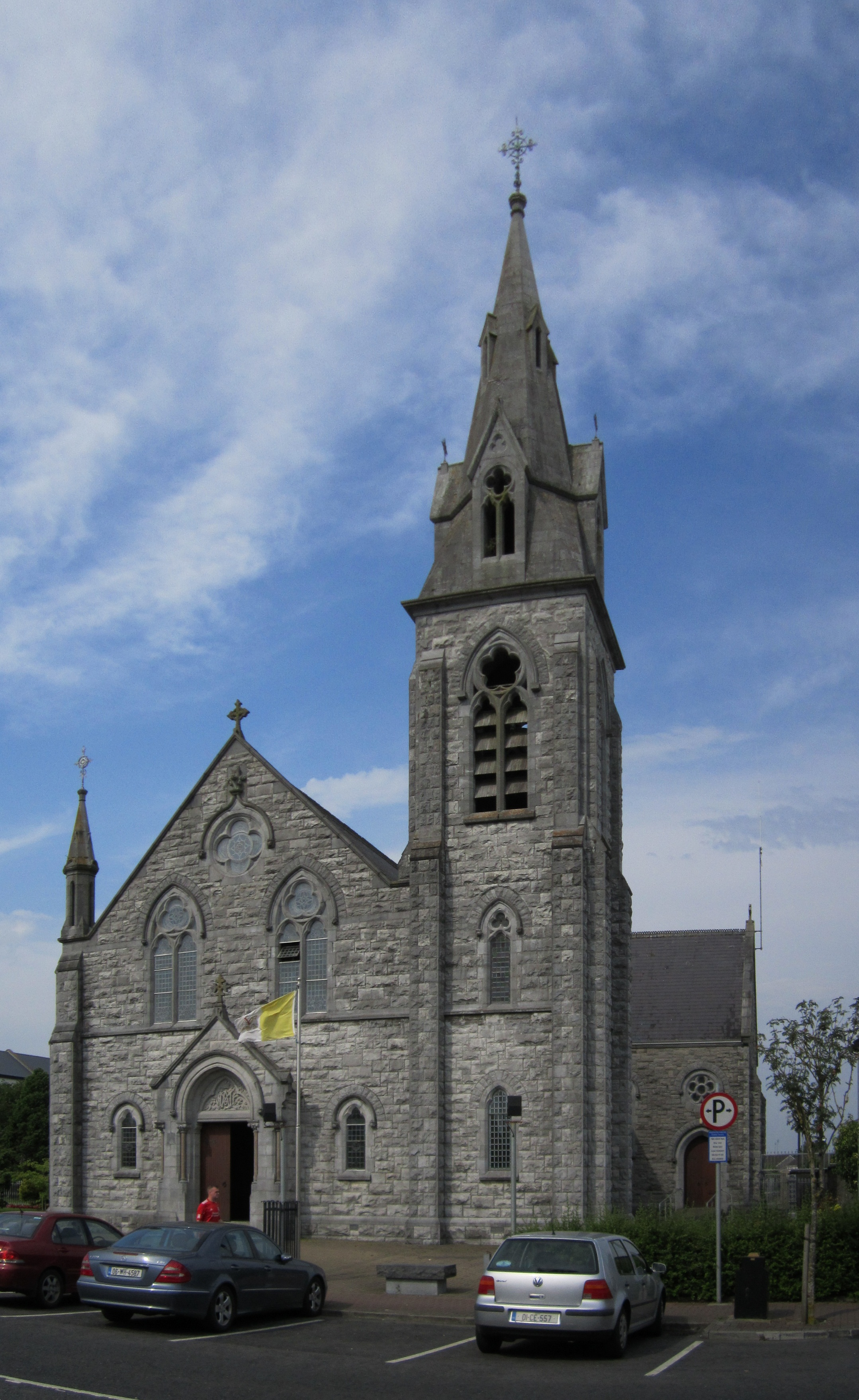
Iglesia de St. Mary.